# Apocryptus suisharionis
Apocryptus suisharionis är en stekelart som först beskrevs av Tohru Uchida 1932.  Apocryptus suisharionis ingår i släktet Apocryptus och familjen brokparasitsteklar. Inga underarter finns listade i Catalogue of Life.